# Holy Blood
Holy Blood é uma banda de  folk metal/black metal cristã proveniente de Kiev, capital da Ucrânia.

## Waves Are DancingeThe Patriot(2003–2008)
Em Abril de 2004, o Holy Blood lançou seu primeiro vídeo, chamado "The Spring". Durante o mesmo mês, a banda lançou seu website e aumentou sua popularidade em outros países além da Ucrânia. A banda assinou um contrato para o lançamento de "The Wanderer" em diferentes países. Em Outubro, a banda tocou em Belarus, como parte da turnê Hear My Call Tour.
Em 2005, o segundo álbum da banda foi gravado, com o nome Waves Are Dancing, e foi simultaneamente lançado na Rússia. Em 2 de julho, a tecladista Vira Kniazeva deixou a banda e foi substituída por Volodyslav Malytskyi. Em Outubro, à banda se juntou Viacheslav Kirishyn, responsável por instrumentos voltados à musicalidade folclórica, como gaita de foles e flauta.
Em Junho de 2006, contudo, ele deixou a banda. Mas ainda em 2006, o Holy Blood se apresentou em diferentes cidades ucranianas e também na Moldávia, na Suíça e na Finlândia. Em 1 de Dezembro, a banda concluiu um vídeo para o álbum The Patriot, que seria lançado no início de Julho de 2008. O álbum de estreia do grupo foi também relançado, com nova arte.

## Membros
Atuais
- Fedir Buzylevych - Vocal, guitarra
- Serhiy Nahorny - Guitarra
- Oleksiy "Axxent" Andrushenko - Baixo
- Dmytro Titorenko - Bateria
- Volodyslav Malytsky - Teclados

Antigos
- Artem Stupak - Guitarra
- Yevhen Tsesarev - Baixo
- Myhailo Rodionov - Guitarra
- Vira Knyazyova - Teclados

## Discografia

### Álbuns de estúdio
- The Wanderer (2002)
- Waves are Dancing (2005)
- The Patriot (2008)
- Shining Sun (2010)

### Compilações
- Total Armageddon (2004)